# Mexiterpes sabinus
Mexiterpes sabinus är en mångfotingart som beskrevs av Ottis Robert Causey 1963. Mexiterpes sabinus ingår i släktet Mexiterpes och familjen Trichopetalidae. Inga underarter finns listade i Catalogue of Life.